# Lynn Redgrave
Lynn Redgrave (London, 8. ožujka 1943. – New York, 2. svibnja 2010.) je bila engleska glumica.